# Circolo Nautico Stabia
Il Circolo Nautica Stabia è una società polisportiva nella quale si pratica principalmente il canottaggio. La sua sede è ubicata a Castellammare di Stabia.

## Storia
Il 23 maggio 1921 fu costituita in Castellammare di Stabia una società di canottaggio denominata Circolo Nautico Stabia, con sede in via Bonito, nei pressi del borgo marinaro Acqua della Madonna. Inoltre, al circolo sportivo si pratica anche lo sport acquatico della vela.

## Atleti di rilievo
- Giuseppe Abbagnale
- Carmine Abbagnale
- Giuseppe Di Capua
- Francesco "Ciccio"Esposito
- Amitrano Salvatore
- Amaranto Catello
- Gioacchino Cascone
- Antonio Cirillo
- Vincenzo Abbagnale